# Manjaro Linux
Manjaro Linux, of Manjaro (uitgesproken zoals Kilimanjaro), is een Linuxdistributie met Gnome, KDE of Xfce als standaard desktopomgeving. Het is een voornamelijk vrijesoftware-besturingssysteem voor personal computers gericht op gebruiksgemak. Het maakt gebruik van een rolling-releasemodel met zogenaamde updatepacks.

## Relatie tot Arch Linux
Manjaro Linux is gebaseerd op Arch Linux, en heeft zijn eigen set van pakketbronnen. De distributie streeft ernaar om gebruiksvriendelijk te zijn voor beginnelingen, met behoud van de stevige Arch-basis, met name de pacman-pakketmanager en compatibiliteit met de pakketbronnen van Arch Linux. Manjaro gebruikt zelf drie sets van pakketbronnen: de onstabiele bronnen bevatten de meest vooruitstrevende Archpakketten met mogelijk een of twee dagen vertraging; de geteste bronnen bevatten pakketten van de onstabiele bronnen die wekelijks gesynchroniseerd worden, die een eerste screening opleveren; en de stabiele bronnen bevatten alleen pakketten die stabiel worden geacht door het ontwikkelteam.
Daarnaast kan er met verschillende hulpprogramma's ook software gedownload en geïnstalleerd worden vanuit de Arch User Repository (AUR).

## Geschiedenis
De belangrijkste elementen van het systeem zijn een GUI-installer (momenteel een Mint-installer-fork), een pakketbeheerder (pacman), mhwd (Manjaro hardware detectie) en Manjaro Settings Manager (voor systeembrede instellingen en gebruikersmanagement).

## Versietabel
| Versie  | Codenaam  | Uitgiftedatum | Kernel      | Noot                              |
| ------- | --------- | ------------- | ----------- | --------------------------------- |
| 0.1     |           | 2011-07-10    |             |                                   |
| 0.8.0   | Ascella   | 2012-08-20    | 3.4.9 LTS   |                                   |
| 0.8.1   | Ascella   | 2012-09-21    | 3.4.x LTS   |                                   |
| 0.8.2   | Ascella   | 2012-11-10    | 3.4.x LTS   |                                   |
| 0.8.3   | Ascella   | 2012-12-24    | 3.4.x LTS   |                                   |
| 0.8.4   | Ascella   | 2013-02-25    | 3.7.x       |                                   |
| 0.8.5   | Ascella   | 2013-04-13    | 3.8.5       |                                   |
| 0.8.6   | Ascella   | 2013-06-02    | 3.9.x       |                                   |
| 0.8.7   | Ascella   | 2013-08-26    | 3.4.59 LTS  |                                   |
| 0.8.8   | Ascella   | 2013-11-24    | 3.10.20 LTS |                                   |
| 0.8.9   | Ascella   | 2014-02-23    | 3.10.30 LTS |                                   |
| 0.8.10  | Ascella   | 2014-06-09    | 3.12.20 LTS |                                   |
| 0.8.11  | Ascella   | 2014-12-01    |             |                                   |
| 0.8.12  | Ascella   | 2015-02-06    |             |                                   |
| 0.8.13  | Ascella   | 2015-06-14    |             |                                   |
| 15.09   | Bellatrix | 2015-09-27    |             |                                   |
| 15.12   | Capella   | 2015-12-22    |             |                                   |
| 16.06   | Daniella  | 2016-06-06    | 4.4.12 LTS  |                                   |
| 16.06.1 | Daniella  | 2016-06-11    | 4.4.13 LTS  |                                   |
| 16.08   | Ellada    | 2016-08-31    |             |                                   |
| 16.10   | Fringilla | 2016-10-31    |             |                                   |
| 17.0    | Gellivara | 2017-03-07    | 4.9 LTS     | Eerste officiële versie met Gnome |
| 17.1    | Hakoila   | 2017-12-31    | 4.14 LTS    |                                   |
| 18.0    | Illyria   | 2018-10-30    |             |                                   |
| 18.1    | Juhraya   | 2019-09-12    | 4.19.69 LTS |                                   |
| 19.0    | Kyria     | 2020-02-25    | 5.4         |                                   |
| 20.0    | Lysia     | 2020-04-26    | 5.4.35 LTS  |                                   |
| 21.0    | Ornara    | 2021-03-24    | 5.10 LTS    |                                   |
| 21.2.2  | Qonos     | 2022-01-23    | 5.15        |                                   |
| 21.3    | Ruah      | 2022-06-17    | 5.15        |                                   |
| 22.0    | Sikaris   | 2022-09-12    | 6.1         |                                   |
| 22.1    | Talos     | 2023-04-21    | 6.1         |                                   |
| 23.0    | Uranos    | 2023-09-05    | 6.5         |                                   |
| 23.1    | Vulcan    | 2023-12-16    | 6.6 LTS     |                                   |
| 24.0    | Wynsdey   | 2024-05-14    | 6.9         |                                   |
| 24.1    | Xahea     | 2024-10-01    | 6.10        |                                   |
| 24.2    | Yonada    | 2024-12-08    | 6.12        |                                   |
| 25.0    | Zetar     | 2025-04-15    | 6.12        |                                   |

| Kleur | Betekenis                       |
| ----- | ------------------------------- |
| Rood  | Niet-ondersteunde versie        |
| Geel  | Oudere, nog ondersteunde versie |
| Groen | Recentste versie                |
| Blauw | Toekomstige versie              |

## Versies
De officieel ondersteunde versies voor de 18.x-serie zijn Gnome, KDE en Xfce. Daarnaast is het mogelijk om met Architect Linux een versie te installeren die geheel naar eigen smaak is aan te passen. Ondersteunde versies van de gemeenschap bevatten w:en:i3 (windowmanager), w:en:Budgie (desktop environment), Cinnamon, DDE, LXDE,  MATE en w:en:Sway (window manager). Een NET-editie is beschikbaar voor degenen die hun eigen grafische omgeving willen configureren.

## Functionaliteit
Manjaro Linux wordt geleverd met out-of-the-box ondersteuning voor multimedia, een robuust pakket dat hardware herkent en ondersteuning voor meerdere kernels. De grafische installatiewizard waar gebruik van wordt gemaakt heet Calamares.
Het rolling-releasemodel betekent dat de gebruiker het systeem niet telkens opnieuw moet installeren wanneer er een nieuwe versie van Manjaro wordt uitgebracht. Pakketbeheer wordt behandeld door pacman en een eenvoudig GUI-programma is beschikbaar in afwachting van een meer complexe grafische interface in toekomstige versies. Er bestaan zowel 32 bits- als 64 bits-versies en het is binair compatibel met Arch Linux. Manjaro kan worden geconfigureerd als een stabiel systeem (standaard) of als een vooruitstrevend systeem in lijn met Arch.
De pakketbronnen worden beheerd met hun eigen tool, genaamd BoxIt, dat ontworpen is zoals git.